# Wierslakken
Wierslakken (Plakobranchidae) zijn een familie van weekdieren uit de klasse van de Gastropoda (slakken).

## Geslachten
- Bosellia Trinchese, 1891
- Elysia Risso, 1818
- Plakobranchus van Hasselt, 1824
- Thuridilla Bergh, 1872